# New York Crusade (1957)
New York Crusade – wielka kampania ewangelizacyjna (inaczej krucjata) przeprowadzona w 1957 roku w Nowym Jorku przez Billy’ego Grahama. Poprzedziły ją dwa lata przygotowań. Trwała od 15 maja do 1 września (tj. 16 tygodni). Była największą kampanią ewangelizacyjną, jaką kiedykolwiek zorganizowano w Nowym Jorku.
Prócz Grahama do zgromadzonych słuchaczy przemawiali m.in. ówczesny wiceprezydent Richard Nixon oraz pastor Martin Luther King. 97 spotkań ewangelizacyjnych odbyło się w ówczesnym budynku hali sportowej Madison Square Garden (MSG III) przy Eighth Avenue, a średnia liczba słuchaczy wyniosła 17 828. Dodatkowo specjalne spotkania z Grahamem odbywały się na Forest Hills Tennis Stadium, Times Square, Yankee Stadium i w kilku innych miejscach. Największe zgromadzenie miało miejsce na Times Square. Przybyło nań 125 000 osób.
Krucjata była codziennie relacjonowana przez „The New York Times” oraz „New York Herald Tribune”. Kampania Grahama była krytykowana przez liberalnych teologów, fundamentalistów protestanckich oraz przez zwolenników segregacji rasowej. Nowojorska krucjata ewangelizacyjna zapoczątkowała teleewangelizm – nowy typ religijności, bazujący na mediach.

## Przygotowania i koszta

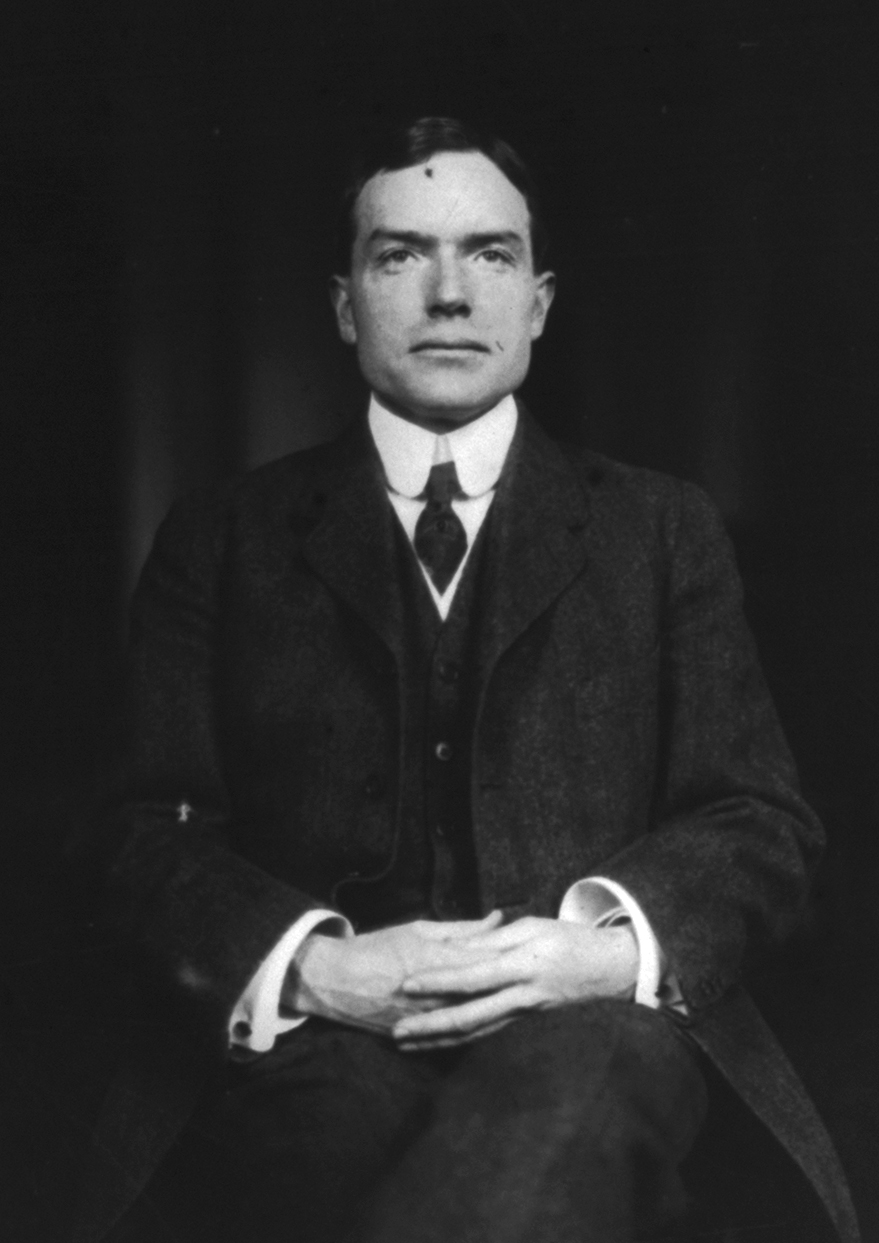
Jednym ze sponsorów był John D. Rockefeller Jr.

W 1954 roku Protestancka Rada Nowego Jorku zaprosiła Grahama do przeprowadzenia krucjaty ewangelizacyjnej. Graham odmówił, ale zachęcił, by do współpracy wciągnięto również protestanckie Kościoły nienależące do Rady. Latem 1955 Rada po raz drugi przedłożyła propozycję zorganizowania krucjaty. 9 grudnia podjęto pozytywną decyzję i utworzono komitet ds. krucjaty, w którym swoich przedstawicieli miały również Kościoły niezrzeszone w Radzie. Pełna liczba uczestniczących w krucjacie związków wyznaniowych wyniosła około 1700, pochodziły one nie tylko z Nowego Jorku, ale także z Long Island, Westchester oraz pięciu hrabstw New Jersey.
Zorganizowano grupę dwudziestu ochotników, która działała przez dwa lata. Piętnaście z nich należało do liberalnych Kościołów protestanckich, a 5 – do fundamentalnych. Przygotowano 250 tysięcy śpiewników, 100 tysięcy egzemplarzy Ewangelii Jana. Na potrzeby krucjaty ewangelizacyjnej przygotowano chór liczący 4000 osób z nowojorskich Kościołów, przy czym każdego wieczoru miało być z nich obecnych 2000 osób (rotacja). Na czas trwania krucjaty zgłosiło się 6 tysięcy ochotników do pomocy. Zorganizowano około 5 tysięcy grup modlitewnych w USA i 10 tysięcy takich grup w 75 krajach, dla modlitewnego wspierania nowojorskiej krucjaty. Ponadto w Nowym Jorku codziennie odbywały się całonocne modlitwy dla wsparcia krucjaty.
Na początku 1957 roku BGEA wydało broszurę krucjatową zatytułowaną Why We Must Go To New York. Billy Graham wyjaśniał w niej, że 58% mieszkańców Nowego Jorku nie identyfikuje się z żadną religią. Protestantów jest tylko 7,5%, a wielu z nich ma bardzo luźny kontakt ze swym Kościołem. Celem krucjaty jest pozyskanie nowych wiernych dla Kościołów i zachęcenie mało aktywnych chrześcijan do większego zaangażowania.
Planowano, że spotkania będą się odbywać w hali sportowej Madison Square Garden, każdego wieczoru, w godzinach 19:30-21:15. Około 1/3 miejsc zostało zarezerwowanych jeszcze przed rozpoczęciem krucjaty. Większość z osób, które zarezerwowały wejściówki to nowojorczycy, lecz uczestnicy napłynęli także z Louisville, Nashville, Detroit, Buffalo, Waszyngtonu, Filadelfii, a nawet z tak odległych miast jak Oklahoma City.
11 maja Graham spotkał się z prezydentem Eisenhowerem, by dopiąć wszelkie związane z krucjatą sprawy organizacyjne. Zakończenie krucjaty planowano na 30 czerwca, z możliwością jej przedłużenia, jeżeli będzie się gromadziła odpowiednio liczna publiczność. Przedłużano ją trzykrotnie, 3 czerwca podjęto decyzję o przedłużeniu do 20 lipca, ze względu na duże zainteresowanie krucjatą w pierwszych jej tygodniach. 19 lipca przedłużono do 10 sierpnia, a 3 sierpnia zadecydowano, że ostatnie spotkanie przy Madison Square Garden odbędzie się 31 sierpnia.
Billy Graham na początku 1957 roku szacował, że koszta krucjaty wyniosą 850 tysięcy dolarów. The New York Times na początku kampanii oszacował, że jej całkowite koszty wyniosą 1,3 miliona dolarów, nie licząc kosztów działania grupy ewangelizacyjnej Grahama. Rzeczywiste koszty krucjaty wyniosły 2,5 miliona dolarów. Sponsorami byli m.in.: William Randolph Hearst (junior), wydawca Henry Luce, lotnik Eddie Rickenbacker, oraz Norman Vincent Peale, jeden z najbardziej znanych nowojorskich kaznodziejów. John D. Rockefeller Jr. w jednym czeku wysłał 50 tysięcy dolarów. Codziennie zbierano kolektę, przez cztery pierwsze dni zgromadzono:
- 15 maja – 9123 dolarów
- 16 maja – 6600 dolarów
- 17 maja – 7659 dolarów
- 18 maja – 7768 dolarów[18]

## Przebieg krucjaty

### Madison Square Garden
Otwarcie rozpoczęło się 15 maja wieczorem w hali sportowej Madison Square Garden. Już pierwszego wieczoru niemal wszystkie siedzące miejsca zostały zajęte (19 tysięcy). Przybyły delegacje ze 112 protestanckich Kościołów i zajęły około 6 tysięcy miejsc. Pierwsze kazanie Grahama zostało następnego dnia opublikowane przez The New York Times.
New York Herald Tribune codziennie komentował ewangelizację w rubryce zatytułowanej: Billy Graham Says. ABC Television zgodziła się na sprzedaż swego czasu antenowego w soboty. Pierwsza emisja programu miała miejsce 1 czerwca, zdobywając ponad 6-milionową publiczność. Szacuje się, że około 96 milionów widzów oglądało przynajmniej jedną spośród czternastu transmisji telewizyjnych. Był to początek nowego typu religijności, bazującego na mediach – tele-ewangelizmu.
1 lipca wpływowy tygodnik LIFE umieścił na okładce Grahama przemawiającego w Madison Garden. Od 2 lipca w dziesięciu nowojorskich kościołach odbywały się całonocne modlitwy dla duchowego wsparcia. Modlitwy trwały do końca krucjaty.

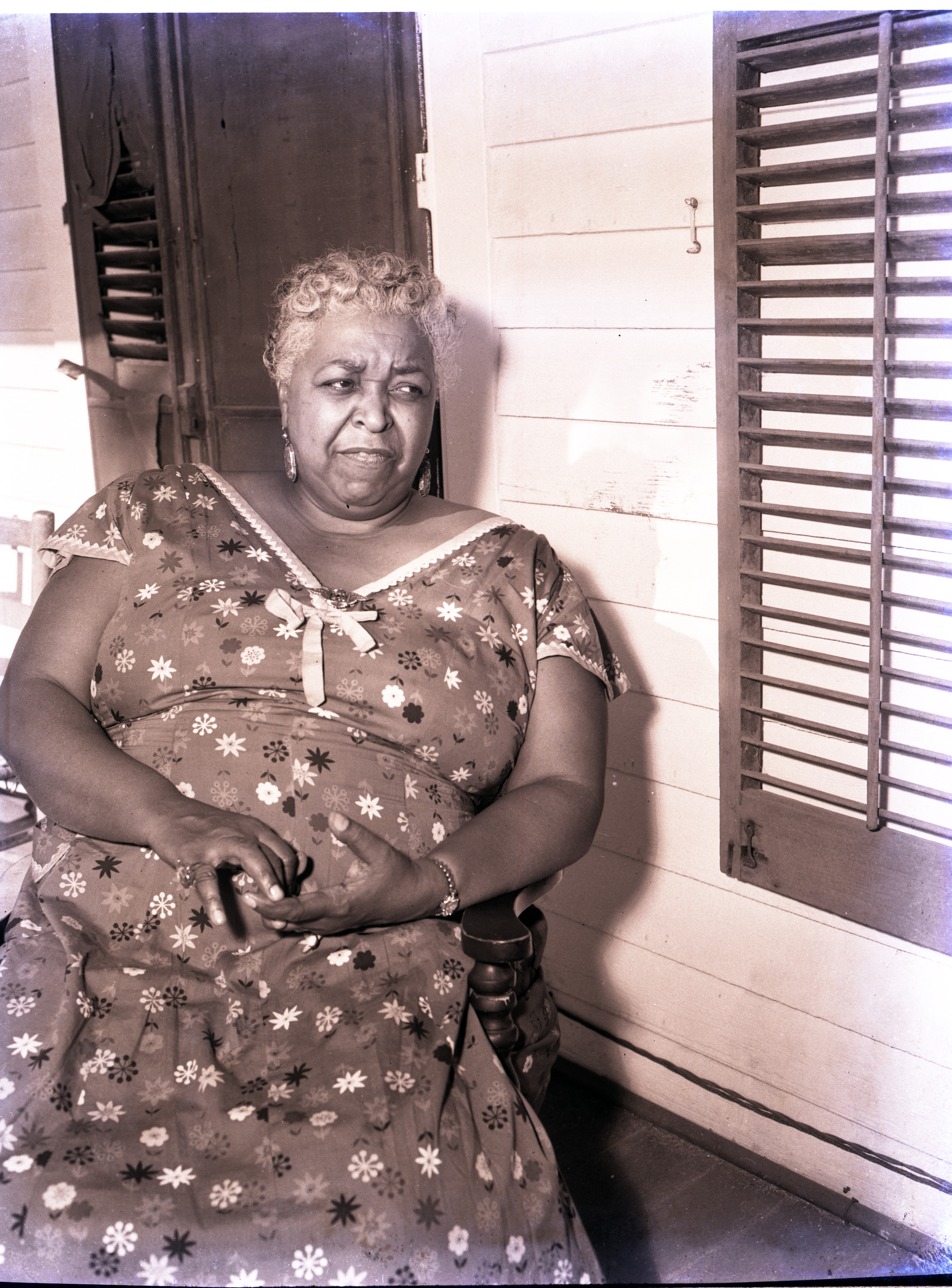
Śpiewem usługiwała Ethel Waters

Podczas tej krucjaty Graham za główne zagrożenie dla świata uznał komunizm. Jednym z najsłynniejszych kazań jakie Graham wygłosił podczas tej krucjaty było Is Your Heart Right. Nawiązywało do najnowszego raportu generalnego lekarza Stanów Zjednoczonych o chorobach serca, który ukazał się w tym właśnie roku, przy czym treść kazania odnosiła się do duchowych chorób serca. Graham zapytywał zgromadzonych: „Czy twoje serce jest zdrowe?” i wzywał: „Możesz zostać uzdrowiony!”, „Możesz mieć nowe serce”. Po tym kazaniu dr Carpenter ocenił, że Graham potrafi nawiązywać do istotnych zjawisk kulturowych, nie zmieniając zasadniczej myśli swego przesłania.
Oprócz Billy’ego Grahama przemawiali Martin Luther King (18 lipca), Mordecai Ham (29 maja) oraz inni kaznodzieje i ewangeliści. Śpiewem usługiwali popularni w Ameryce soliści, tacy jak George Beverly Shea, Ethel Waters i Jerome Hines. Beverly Shea 99 razy wykonał chrześcijański hymn Gdy na ten świat spoglądam, wielki Boże i tym samym przyczynił się do jego popularyzacji. Martin Luther King przybył 18 lipca, Billy Graham przedstawił go słowami: „Wielka rewolucja społeczna dokonuje się dziś w Stanach Zjednoczonych. Dr King jest jednym z jej liderów i my doceniamy, że mógł nam poświęcić część swego czasu, by przybyć i podzielić się z nami usługą”.

### Specjalne spotkania

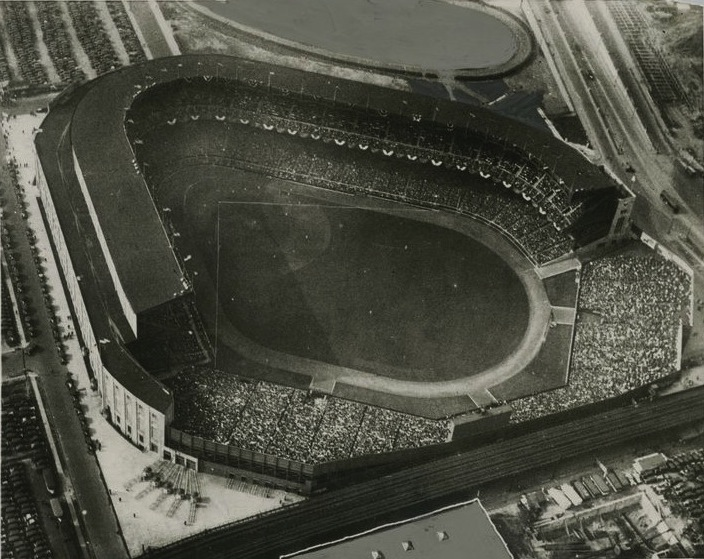
20 lipca na Yankee Stadium odbyło się spotkanie specjalne

Oprócz regularnych spotkań przy Madison Square Garden, odbywały się jednorazowe spotkania w różnych częściach Nowego Jorku. Specjalne spotkania na otwartym powietrzu były organizowane w różnych miejscach Nowego Jorku. 19 maja, z okazji Dnia Niepodległości Norwegii, Graham przemawiał na placu Leifa Erikssona na Brooklynie. Zgromadziło się wtedy 40 tysięcy osób. 25 maja spotkanie odbyło się na West Side Tennis Stadium (Long Island).  Jednorazowe spotkania miały miejsce w Central Park, Harlemie i Wall Street. 30 czerwca Graham głosił na stopniach Salem Methodist Church w Harlemie (5 tysięcy uczestników), 7 lipca w Central Park (9 tysięcy). 10 lipca na Wall Street zgromadziło się około 30 tysięcy osób. Na to spotkanie przyszło wielu biznesmenów. Spotkanie w Harlemie zorganizowane zostało w tym celu, aby zachęcić czarnoskórych mieszkańców Nowego Jorku do uczestnictwa w krucjacie. 13 lipca, po południu, przy Madison Square Garden odbyło się specjalne spotkanie dla hiszpańskojęzycznych mieszkańców Nowego Jorku. Był to pierwszy przypadek, kiedy Graham przemawiał przez tłumacza na terenie USA. 14 lipca przemawiał na stopniach Cornerstone Church w Brooklynie.
20 lipca spotkanie odbyło się na Yankee Stadium, zgromadziło się ponad 100 tysięcy ludzi (ponad 10 tysięcy nie zdołało wejść). New York Times ocenił, że nigdy wcześniej w historii stadionu nie zgromadził się tak wielki tłum. Tego dnia chór liczył 4000 osób. Jednym z mówców był wiceprezydent Richard Nixon, który przywitał zgromadzonych w imieniu prezydenta Dwighta Eisenhowera. Nixon powiedział: „My, jako naród możemy być wielcy tylko wtedy, jeżeli będziemy mieć wiarę w Boga”. Graham w kazaniu wyliczył następujące zagrożenia z jakimi boryka się Ameryka: komunizm, bomba wodorowa, rasizm i upadek moralny. Uznał, że jest tylko jeden sposób na przezwyciężenie tych problemów – nadzieja w Jezusie Chrystusie.
1 września na Times Square zgromadziło się około 125 tysięcy osób (według rozmaitych szacunków od 75 tysięcy do 200 tysięcy). Graham w kazaniu mówił o służbie fałszywym bogom. Graham powiedział: „Powiedzmy dziś całemu światu, że my, Amerykanie, wierzymy w Boga. (...) Powiedzmy całemu światu, że duchowo i moralnie jesteśmy tak samo dobrze przygotowani jak ekonomicznie i militarnie”.
Poranne godziny biblijne prowadził Paul Rees, od poniedziałku do piątku. Pierwsza godzina biblijna odbyła się 20 maja.

### Zakończenie krucjaty
Spotkanie przy Times Square uchodzi za oficjalne zakończenie krucjaty. 2 września Graham wrócił do swego domu w Montreat.
Pomimo iż krucjata została zakończona 1 września, w dniach od 25 września do 1 października Graham zorganizował kilka dalszych spotkań, z których największe miało 10 tysięcy słuchaczy. Kolejne spotkania odbyły się w dniach 20-27 października, ostatnie miało miejsce na stadionie Polo Grounds, gdzie Graham przemawiał do 40 tysięcy ludzi. Niektórzy, jak np. Wilfred Bockelman, uważają, że to spotkanie było rzeczywistym zakończeniem krucjaty. 31 października zamknięto działające od dwóch lat biuro krucjaty przy 165 West 46th Street.

## Rezultat

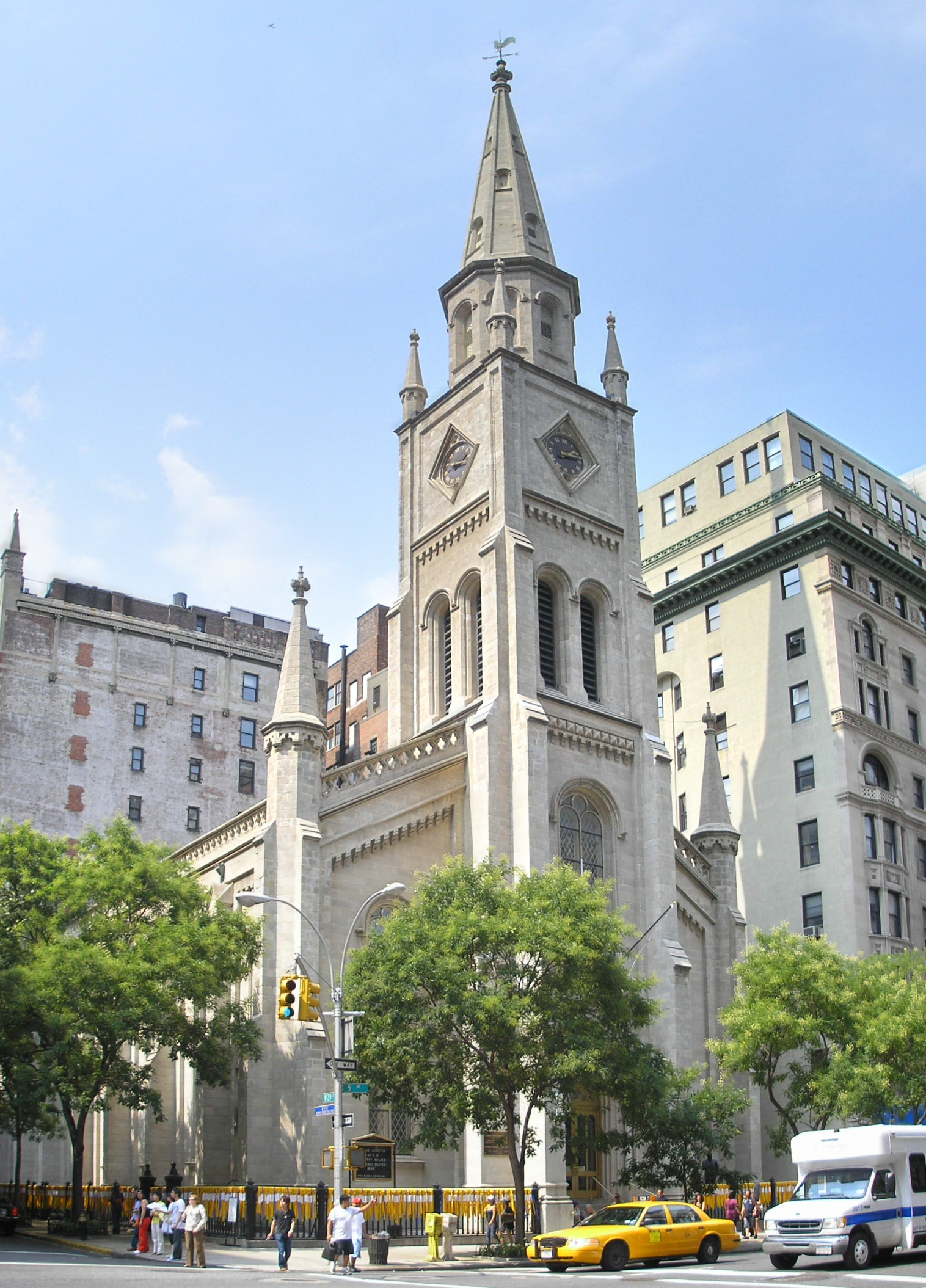
Marble Collegiate Church, tu skierowano największą grupę „nawróconych”

Billy’ego Grahama słuchało łącznie około 2,4 miliona uczestników. Pod względem liczby słuchaczy ewangelizacja ta osiągnęła większe rozmiary, niż wszystkie przeprowadzone dotąd w Nowym Jorku, w tym ewangelizację z 1917 roku Billy’ego Sundaya (około miliona uczestników). Po krucjacie liczba osób uczęszczających do kościołów wzrosła, jednak nie w takim stopniu, jak się spodziewano. Do protestanckich Kościołów zgłosiło się 6-10 tysięcy nowych członków. 
Według zespołu Grahama, podczas krucjaty 56 767 ludzi podjęło decyzję, by poświęcić swoje życie Chrystusowi (każdy z nich podał swój adres na tzw. decision cards). 7947 z nich nie miało przedtem żadnego związku z żadnym związkiem wyznaniowym, pozostali należeli do Kościołów (86%). W tej grupie 63% uczęszczało do Kościoła regularnie, tzn. przynajmniej raz w miesiącu (wedle ankiety). Na pytanie, co ze wskazanych pięciu możliwości oznacza podjęcie decyzji o poświęceniu życia Chrystusowi, odpowiedzi rozkładały się następująco:
przyjęcie Chrystusa jako Zbawiciela i Pana (po raz pierwszy w życiu) – 59%
pewność zbawienia – 6%
ponowne nawrócenie – 10%
odnowienie wiary – 5%
ponowna afirmacja wiary – 15%.
Według Johna Pollocka, biografa Grahama, liczba podpisanych „decision cards” wynosiła około 61 tysięcy. „Nawróconych” skierowano do różnych Kościołów. Największą ich liczbę, tj. 373, przydzielono do liberalnego protestanckiego kościoła Marble Collegiate Church. Henry J. Pratt ocenił, że był to pierwszy przypadek, kiedy Protestancka Rada Nowego Jorku weszła w bezpośredni kontakt ze swoimi wiernymi.
Ponadto z otrzymanych przez BGEA listów wynika, że spośród widzów telewizyjnych nawróciło się 65 tysięcy osób.
Podczas krucjaty doszły do głosu trzy ważne czynniki, co do których amerykański ewangelikalizm był podzielony: teologia liberalna, ewangelikalny fundamentalizm oraz walka o prawa cywilne dla czarnoskórych. W jakim stopniu krucjata przyczyniła się do zdyskredytowania liberalnej teologii, marginalizacji ewangelikalnego fundamentalizmu, oraz nagłośnieniu walki prowadzonej przez Kinga, nie zostało to jeszcze dokładnie zbadane przez historyków.
Po tej krucjacie Billy Graham stracił ok. 14 kg masy ciała i był wyczerpany fizycznie.
W 1958 roku nakręcono film The Heart is a Rebel, w którym główną rolę zagrała Ethel Waters. Film był inspirowany nowojorską krucjatą Grahama.

## Oceny
H.B. Shaffer już na początku krucjaty (5 czerwca), porównał ją z krucjatą Billy’ego Sundaya z 1917 roku i przypomniał, że prasa również i wtedy zapowiadała niepowodzenie, zapowiadając że będzie to „rubikon Billy’ego”, bo Nowy Jork to „cmentarz ewangelistów”. Zdaniem Shaffera Nowy Jork jest najlepszym sprawdzianem mocy ewangelisty.
Podczas tej krucjaty Billy Graham posunął się w swoim ekumenizmie dalej niż kiedykolwiek przedtem. Powiedział, że uczestników krucjaty odeśle do „ich własnych Kościołów – katolickiego, protestanckiego, żydowskiego... a pozostałych do Boga”. Zostało to później powtórzone w wywiadach dla „San Francisco News” opublikowanych 21 września i 11 listopada.
W środowisku fundamentalnych protestantów pojawiły się głosy określające Billy’ego Grahama jako Antychrysta. Powodem było odsyłanie „nawróconych” do różnych Kościołów: liberalnych protestanckich, fundamentalnych protestanckich, adwentystów, Kościoła katolickiego, a także do żydowskich synagog, itp. W ocenie owych krytyków Graham odesłał ludzi, którzy powierzyli swe życie Chrystusowi do kościołów, które odrzucają Chrystusa Biblii. Pastor Carl McIntire przypomniał wypowiedź Grahama z 1948 roku, w której stwierdził, że Światowa Rada Kościołów zmierza do tego, by wybrać sobie Antychrysta, po czym skomentował, że teraz pomaga on w budowaniu wchodzących w jej skład kościołów. W następnym roku krytykę w imieniu fundamentalnych chrześcijan wystosował Ernest Pickering, który tuż po krucjacie w San Francisco opublikował pamflet. Pickering stwierdził, że Graham był narzędziem Boga i w swoim czasie zrobił wiele dla fundamentalnego chrześcijaństwa, wyprowadził go z zaścianka, a Ewangelię uczynił dobrem narodowym, jednak w ostatnich czasach odwrócił się odeń i zbliżył się do liberałów. Pickering przypomniał, że jeszcze podczas krucjaty w Szkocji (1955), Graham oświadczył: „Nie jestem fundamentalistą”. Powołał się na fakt, że podczas krucjaty w Nowym Jorku „nawróconych” odsyłano do liberalnych Kościołów, a spośród pieniędzy, które pozostały po krucjacie, 67 618 dolarów przekazano na rzecz liberalnych Kościołów w Nowym Jorku. „Pieniądze fundamentalnych chrześcijan zostały użyte dla wsparcia modernistów”. Pickering wezwał wszystkich fundamentalnych protestantów, aby odtąd zaprzestali wspierania krucjat Grahama.
Do nieprzejednanych krytyków Grahama po stronie fundamentalistów należał Bob Jones, który już wcześniej był zdania, że działalność Grahama nie jest dziełem Bożym. Bob Jones nie mógł zaakceptować faktu, że krucjata jest finansowana przez liberalne kościoły protestanckie. Jones krytykował Grahama m.in. za organizowanie zintegrowanych krucjat dla czarnych i białych. Jones uważał, że biali oraz czarni nigdy nie będą chcieli zasiadać obok siebie, a segregacja rasowa zawsze będzie mieć miejsce w Kościele.
J. A. Johnson nazwał Grahama „Jehoszafatem naszych czasów”. John C. Whitcomb w 1996 zarzucił Grahamowi apostazję, której miał się dopuścić w 1957 roku.
Krytyka wyszła również ze strony liberalnych protestantów. Pewien wydawca chrześcijański zarzucił, że Graham chce cofnąć religię o pięćdziesiąt lat. Inni zarzucali, że zrobił dla chrześcijaństwa więcej zła, niż ktokolwiek w ciągu dwóch tysięcy lat. Teolog Reinhold Niebuhr, jeszcze w trakcie krucjaty napisał krytyczny artykuł w „Life”, zarzucił mu, że upraszcza problemy życiowe, że oferuje zbyt łatwe rozwiązania. Pochwalił jednak Grahama za to, że jego krucjaty nie są tak pospolite i tak skomercjalizowane, jak było to w przypadku krucjat Billy’ego Sundaya. Niebuhr zapoczątkował krytykę Grahama ze strony teologów.
Ze strony środowiska katolickiego wyszedł tylko jeden krytyczny artykuł, którego autorem był urzędnik z Narodowej Katolickiej Konferencji ds Opieki Społecznej (NCWC). Napisał, że katolikom nie wolno uczestniczyć w protestanckich obrzędach religijnych, a „Billy jest zagrożeniem dla wiary”. Zdaniem Grahama był to jedyny sprzeciw ze strony katolickiej, a żaden ze znanych katolickich hierarchów nie wypowiedział się przeciwko nowojorskiej ewangelizacji.
John A. Mackay, prezbiteriański teolog i ekumenista, rektor liberalnego Princeton Theological Seminary, ocenił pozytywnie krucjatę. Stwierdził, że uczestnicy krucjat Grahama będą bardziej odpowiedzialni i efektywni w pełnieniu swoich obowiązków w społeczeństwie. Jego zdaniem chrześcijańska gmina zostanie wzmocniona, a struktury społeczne ulegną transformacji i tym samym Królestwo Boże zostanie przybliżone. Zwrócił jednak uwagę na to, że następstwa krucjaty w dużym stopniu będą zależeć od lokalnych Kościołów i współpracy między nimi.
Norman Vincent Peale, kaznodzieja z Marble Collegiate Church i twórca teorii pozytywnego myślenia, napisał do Grahama w liście z 22 października, że jego duchowe życie stało się silniejsze i głębsze dzięki jego kazaniom, a jego kościół prowadzony jest w cudowny sposób od czasów krucjaty.
Uta Andrea Balbier oceniła w 2009 roku, że nowojorska krucjata była najbardziej ekspansywnym przedsięwzięciem w historii amerykańskiego ewangelikalizmu.